# Refugis antiaeris de la Guerra Civil espanyola a Barcelona
Els Refugis Antiaeris de la Guerra Civil espanyola a Barcelona són un seguit de refugis construïts a diversos espais de la capital barcelonina per protegir la ciutadania durant la Guerra Civil espanyola.

## Context històric general
El desenvolupament de l'aviació militar durant la Primera Guerra Mundial (1914-1918) va permetre els primers bombardeigs aeris sobre objectius militars enemics, tot i que aquests no foren molt efectius degut a la insuficient tecnologia del moment. Durant el Període d'entreguerres aquest sistema continuà perfeccionant-se, fet que començà a preocupar a molts països europeus davant de la indefensió que podien patir davant de les grans potències europees del moment: Alemanya, Itàlia, Anglaterra i França, totes immerses en un clima de tensió política i militar per les seves respectives polítiques expansionistes, que les confrontaven unes amb les altres, arribant a implicar a països tercers.
Fou a partir d'aquest moment quan en els conflictes militars, la zona de rereguarda, que fins ara es mantenia al marge del front bèl·lic, passar a patir l'atac directe de l'aviació enemiga, sobretot les ciutats i els seus centres industrials, a més de les infraestructures de comunicació. Les millores als avions van permetre un major radi d'actuació, a més d'una major càrrega de bombes, fet que suposà un major índex de destrucció i efectivitat: les ciutats s'obrien impotents a un enèmic fins ara desconegut. Durant la Guerra Civil espanyola, Barcelona no fou una excepció, i esdevingué un dels camps de proves de l'aviació feixista, de cara al futur escenari bèl·lic de la Segona Guerra Mundial.

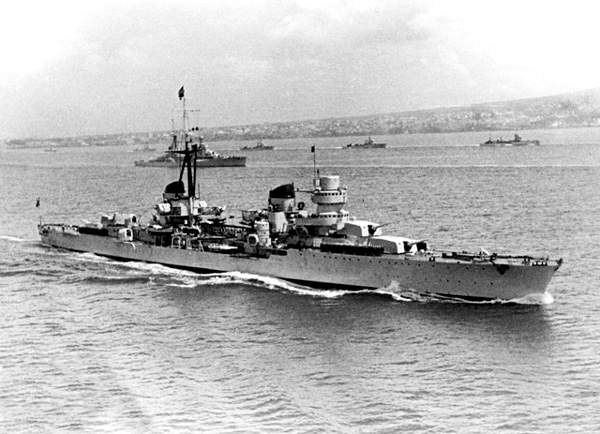
Imatge del destructor italià Eugenio di Savoia

Prèviament, l'any 1931, i davant de l'augment de les preocupacions generades al voltant del perill de bombardeigs, es creà el Grupo de Artillería Antiaérea, que durant la Segona República es convertí en dos Grupos de Defensa Contra Aeronaves, amb seu a Madrid i Saragossa. Poc abans de l'esclat del conflicte bèl·lic, el 10 d'agost de 1935, es creà el Comité Nacional para la defensa pasiva, ens encarregat d'aplicar les mesures adients per protegir la població civil en cas de conflicte armat, i serviria com a model de les futures Juntes de Defensa Passiva locals. El Ministerio de Defensa Nacional, un cop iniciada la conflagració, en concret, el 29 de juny de 1937, decretà l'organització de la Defensa Passiva a tot el territori, i incidia que les despeses generades en la construcció dels nous refugis antiaeris anirien a càrrec dels propis ajuntaments i els seus ciutadans, aquests darrers els destinataris finals d'aquestes infraestructures.
Però totes aquestes mesures van arribar tard, atès que el 13 de febrer de 1937 es produí el primer bombardeig feixista sobre la ciutat de Barcelona, el qual sacsejà violentament la població: el destructor italià Eugenio di Savoia. L'objectiu del vaixell italià segons l'infome secret de la Marina de Guerra Italiana fou el centre de la ciutat, caient gran part dels obusos sobre el barri de Gràcia, provocant la mort de 18 persones. Aquest fet va marcar la moral dels barcelonins, naixent una nova organització i forma de funcionament d'aquests, la defensa passiva, i paral·lelament creant una nova estructura defensiva, els refugis antiaeris. Durant la Segona Guerra Mundial el model barceloní de defensa passiva serà copiat a diferents ciutats europees colpejades pels bombardeigs aeris, com Londres, París o Berlin.

## Els bombardeigs
La ciutat de Barcelona patí al llarg de tot el conflicte bèl·lic un total de 194 bombardeigs, la majoria efectuats per l'aviació feixista italiana, que tenia la base d'operacions a l'illa de Mallorca. La Legió Còndor alemanya també en realitzà d'alguns, just abans que les tropes nacionals entressin a la ciutat el 26 de gener de 1939. Tots aquests atacs van provocar la mort d'uns 2500 barcelonins, a més d'uns 7.000 ferits. Els barris més colpejats per les bombes foren els ubicats a la façana marítima (la Barceloneta, Poble-sec i Poblenou), a més del port, tot i que el nucli antic també suportà una bona quantitat d'impactes. A finals de 1937 els habitants del barri de la Barceloneta foren evacuats, i repartits per la resta de la ciutat.

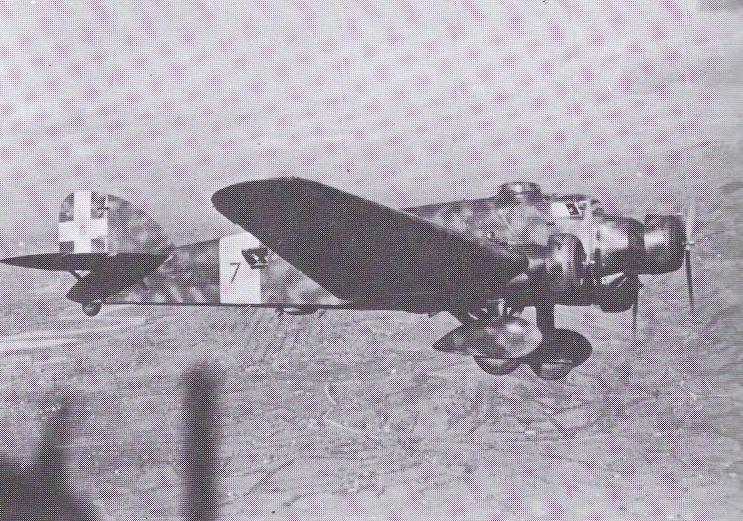
Un Savoia-Marchetti S.M. 81 en ple vol a finals dels 1940's

Però l'autèntic setge aeri efectuat contra Barcelona s'inicià el 16 de març de 1937, incloent també els bombardeigs nocturns efectuats pels avions Savoia-Marchetti S.M.81. Però no fou fins al 29 de maig de 1937 quan tingué lloc el bombardeig més sagnant sobre la ciutat, amb un total de 64 morts i 157 ferits.
Entre finals de 1937 i finals de 1938 es van reforçar els atacs aeris, tant diürns com nocturns. L'episodi més devastador es produí els dies 16, 17 i 18 de març de 1938, quan l'aviació de Mussolini efectuà 14 bombardeigs en menys de 41 hores, provocant el terror i el caos per tota la ciutat, amb 900 morts i 1500 ferits.

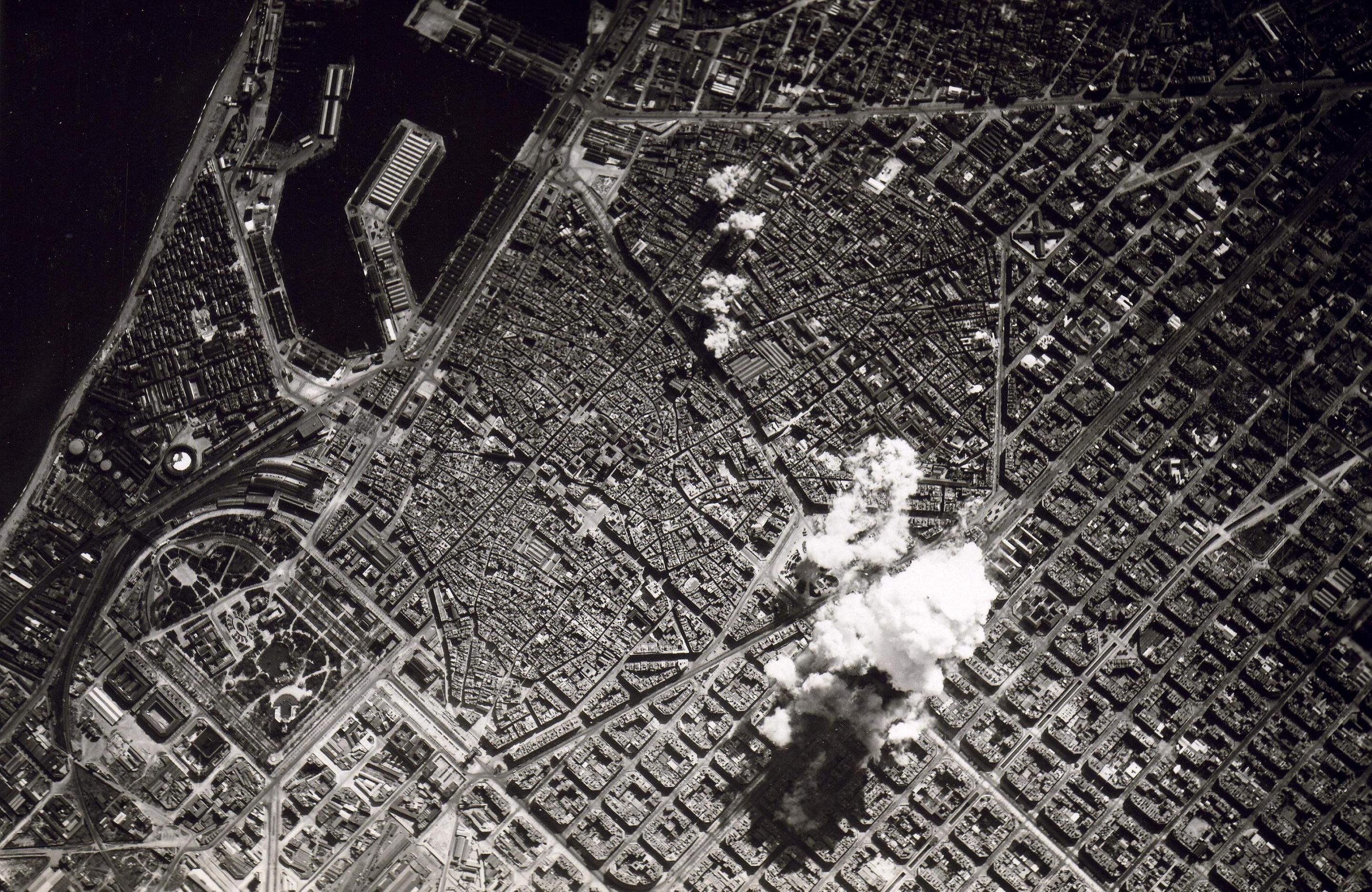
Detall del bombardeig de Barcelona, 17 de març de 1938

La darrera fase dels bombardeigs sobre la ciutat es correspon als atacs efectuats per l'aviació franquista abans de l'ofensiva del desembre de 1938 fins a la rendició definitiva de Barcelona, el 26 de gener de 1939. Durant aquest últim període continuaren els atacs efectuats des de Mallorca, coordinant-se amb les escomeses realitzades per l'aviació procedent de la Península.
Durant aquest quasi dos anys, aquests traumàtics esdeveniments van trasbalsar radicalment el dia a dia dels barcelonins, però tot i la manca de mitjans i la inexperiència, l'ajuntament de Barcelona i, sobretot, els seus ciutadans van organitzar una defensa efectiva contra els bombardejos: els refugis antiaeris.
El 12 de juny de 1937, l'Ajuntament de Barcelona aprovava i iniciava una campanya per a la construcció de refugis antiaeris, malgrat que molts ja es trobaven mig enllestits.

## La Junta de Defensa Passiva de Catalunya
Poc abans, el 9 juny de 1937, i després de 10 mesos de conflicte bèl·lic, el president Lluís Companys, mitjançant les següents paraules, va constituir per decret la Junta de Defensa Passiva de Catalunya (JDPC, DOGC 13-VI):
| ...Contra ella (l'aviació feixista) cal prevenir i cal assegurar milers de vides preuades que a la rereguarda són el suport dels que lluiten al front; cal posar fora de perill milers d'infants, de dones i de vells que no podem deixar que serveixin d'objectiu als atacs aeris i navals d'un enemic professional de la guerra com el que tenim enfront. Els deu mesos d'experiència viscuts a Catalunya, aconsellen d'unificar tots els esforços que diferents organismes oficials i particulars han desenvolupat a la memòria i altruista causa de rescatar vides a la metralla feixista |

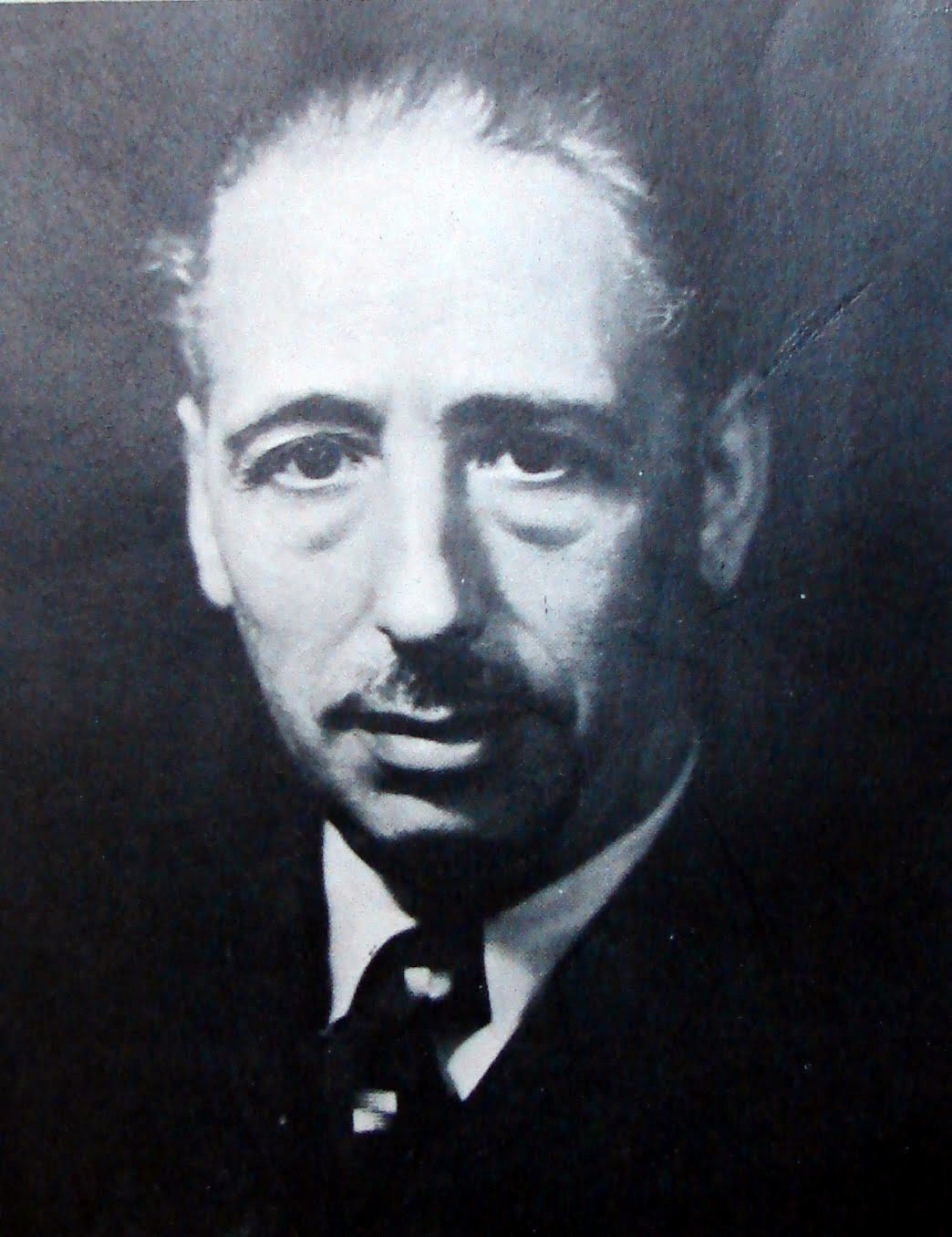
Lluís Companys i Jover, president de la Generalitat de 1934 a 1940

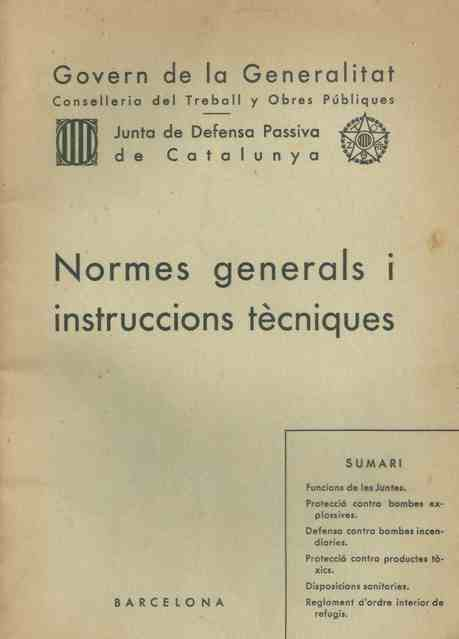
Normes Generals i Instruccions Tècniques, Junta de Defensa Passiva de Catalunya, Conselleria de Treballs i Obres Públiques, Generalitat de Catalunya

Aquesta estava sota el control del Departament de Treball i Obres Públiques de la Generalitat de Catalunya, i amb la seva seu als Jardinets de Gràcia. Esdevingué l'ens responsable de la protecció civil en cas d'atac aeri, marítim o aeroquímic, a més de centralitzar els mitjans de socors i auxili, i la construcció de nous refugis o els prèviament iniciats.
La Junta de Defensa Passiva s'organitzà en tres Secretaries: Plans i Obres, Sanitat i Serveis, i Senyals i Alarmes. El primer d'aquests s'encarregava de reconduir les iniciatives en la construcció de refugis, l'assaig i experimentació de nous materials, i l'estudi dels efectes destructius dels bombardeigs. La segona secretaria era responsabledels serveis sanitaris i d'emergència i salvament, i finalment la darrera s'encarregava de registrar totes les alarmes i atacs.
Les funcions de la JDP consistiren en l'ampliació i millora dels refugis, així com del sistema d'alarmes i comunicacions. Mitjançant l'Institut Català de Defensa Passiva que depenia de la JDPC organitzà cursos formatius de personal voluntari de les brigades de salvament.
El mateix 1937 la JDPC va publicar un petit opuscle amb el títol "Normes Generals i Instruccions Tècniques, Junta de Defensa Passiva de Catalunya, Conselleria de Treballs i Obres Públiques, Generalitat de Catalunya" on s'establien unes normes generals: explicació de les funcions de les diferents juntes de veïns o de districte, consells sobre la construcció de refugis i les mesures a prendre en cas de bombardeig. Aquestes normes eren d'estricte compliment per part dels ciutadans, i eren punibles en cas d'incompliment, com seria el cas d'encendre llums durant els bombardeigs nocturns i que permetessin orientar els avions enemics.
A continuació es reprodueix part d'aquesta normativa: 
| - Disposicions de caràcter general - Art. 1r. En cada refugi hi haurà un Delegat Responsable d'aquest, qui cuidarà de mantenir-lo en les degudes condicions de neteja i higiene com igualment cuidarà de que tots els utensilis i demés que en el mateix existeixin, estiguin recollits i classificats ocupant l'espai més petit possible. - Art. 2n. Cuidarà així mateix que els elements indispensables del refugi, lliteres, farmaciola, aigua potable, llum, dipòsits de sorra, eines de salvament, etc., estiguin sempre en les condicions degudes per la seva immediata utilització en cas de necessitat. - Art. 3r. En les entrades dels refugis estarà exposat un croquis del mateix amb indicació del nombre de persones que hi caben, cubicació i emplaçament dels diferents serveis del refugi, vàter, urinari, botiquí, etc. - Art. 4t. El responsable del refugi cuidarà d'observar i fer complir, com a autoritat que és en el compliment de la seva missió, totes les disposicions que s'esmenten en el reglament interior de refugis, denunciant a les Autoritats aquells que contravinguin aquestes. - Art. 5è. El responsable del refugi no permetrà, per cap concepte, la sortida del personal refugiat en aquell, sense assegurar-se prèviament de que ha sigut acabada l'alarma. |

| - Disposicions de règim interior - Art. 1er. L'entrada al refugi es farà amb la màxima serenitat i sense precipitació de cap classe per evitar els possibles accidents que d'aquesta falta de serenitat es puguin desprendre. - Art. 2n. Queda absolutament prohibit estacionar-se, per cap concepte, a les entrades de les escales i galeries. - Art. 3r. Per rigorós torn, s'habilitaran primer els finals de totes les galeries, seguint en ordre successiu, procurant d'aquesta forma que les entrades quedin sempre lliures. - Art. 4t. Els seients que hi hagi en els refugis seran ocupats amb preferència per malalts, vells, dones i infants. - Art. 5è. Queda terminantment prohibit estirar-se i dormir en els seients, com així mateix romandre en peu mentre hi hagi lloc per ocupar en aquells. - Art. 6è. Queda prohibit passejar i circular per l'interior del refugi a les persones que no estiguin al servei del mateix, com igualment queda terminantment prohibit fumar i encendre llums de cap classe. - Art. 9è. Queda absolutament prohibida la sortida del refugi mentre duri l'alarma, i al final d'aquesta, el responsable del refugi és l'únic autoritzat per donar l'ordre de sortida. - Art. 10è. Es procurarà enraonar en veu baixa, evitant els crits excessius, quedant tots obligats a guardar les disposicions anteriors com igualment d'ajudar i cooperar en el compliment d'aquestes. - Art. 11è. Amb normalitat, queda prohibida l'entrada als refugis a tota persona que vagi degudament autoritzada. |

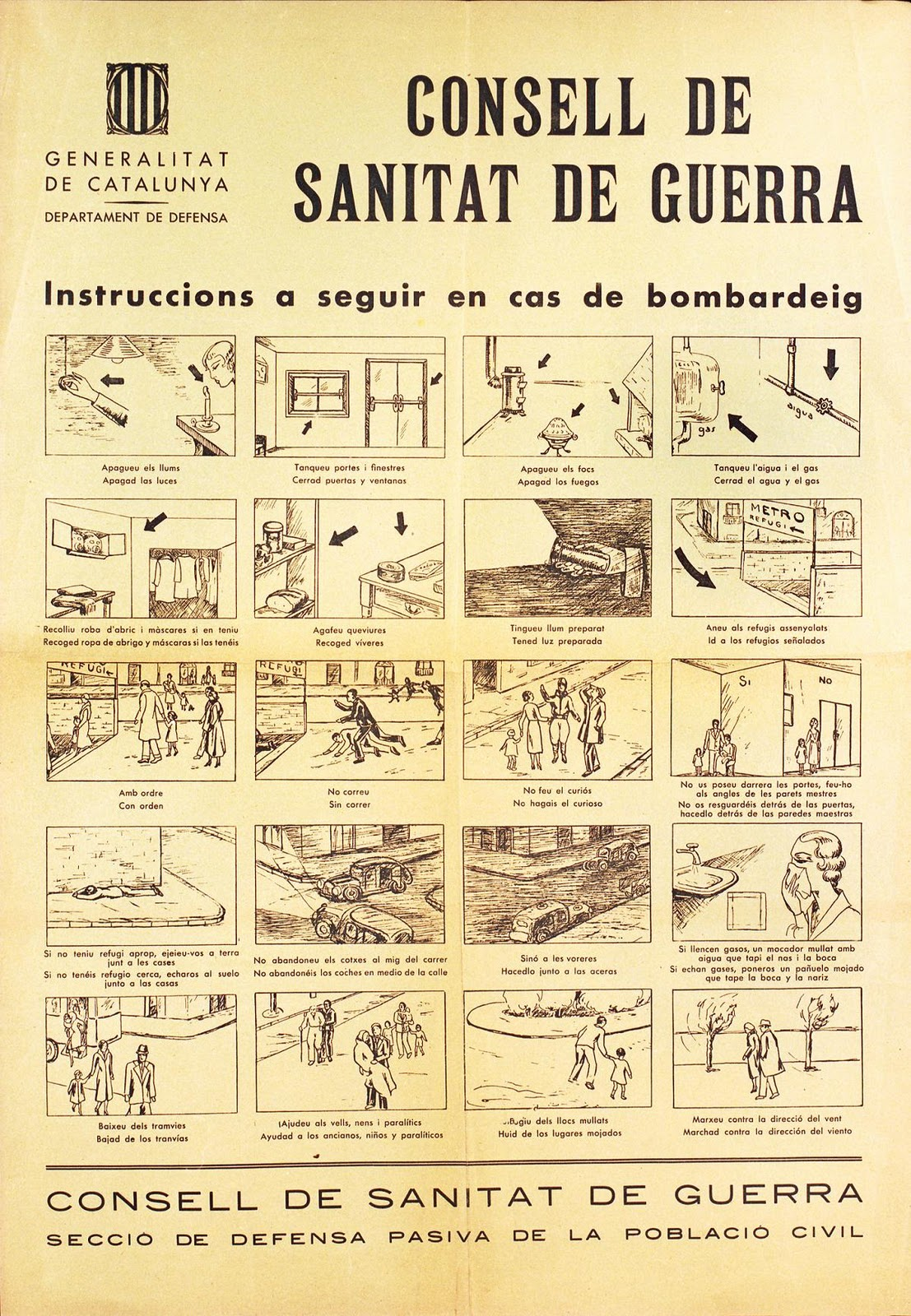
Instruccions a seguir en cas de bombardeig. Consells de Sanitat de Guerra publicats per la Generalitat de Catalunya

L'11 d'agost de 1937 per un decret de Presidència es constituirà una Junta de Defensa Passiva local a cada vila, poble o ciutat on les necessitats ho aconsellin. Cada Junta local estava constituïda per l'alcalde, el cap militar corresponent, el cap d'Ordre Públic, un arquitecte o enginyer municipal, el metge municipal i un representant d'UGT, ERC i CNT, a més d'un secretari.

### La Junta Local de Defensa Passiva de Barcelona
No va ser fins a l'agost de 1937 quan es creà la Junta Local de Defensa Passiva de Barcelona (JLDPB), presidida per Josep Escofet, i depenent de la comissió d'Urbanisme i Obres de l'Ajuntament de Barcelona, amb el seu conseller regidor en cap, Manuel Muñoz Diez. Aquest ens s'encarregà del procés d'allistament del personal civil necessari per a la construcció dels refugis, disposar de brigades de neteja i desenrunament, i la regulació del trànsit i els sistemes d'alarmes de la ciutat. A més havia de tenir cura per tots els refugis construïts o habilitats per l'Ajuntament, com els de la Junta Local de Barcelona i els construïts per iniciativa ciutadana.

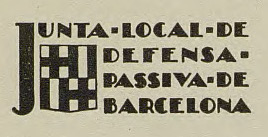
Logotip de la Junta Local de Defensa Passiva de Barcelona

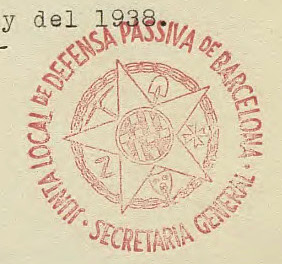
Segell de la Secretaria General de la Junta Local de Defensa Passiva de Barcelona

Amb la voluntat d'informar a la ciutadania, que s'havia llençat a fer refugis sense cap mena de preparació, l'Ajuntament de Barcelona va publicar dos butlletins informatius, on s'informava sobre l'ús de materials i la construcció de refugis. Aquests eren Defensa Passiva Antiaèria: REFUGIS, editat el maig de 1937, i Defensa Passiva Antiaèria: La tasca de l'Ajuntament de Barcelona, de l'agost de 1937. Aquestes publicacions es van distribuir entre els responsables de refugis i les dependències oficials i sindicats, així com a la resta de ciutats i pobles de Catalunya. Això evidencià el paper preponderant que tingué l'Ajuntament de Barcelona respecte a la defensa passiva antiaèria a tota Catalunya i a la resta de l'Estat Espanyol. 

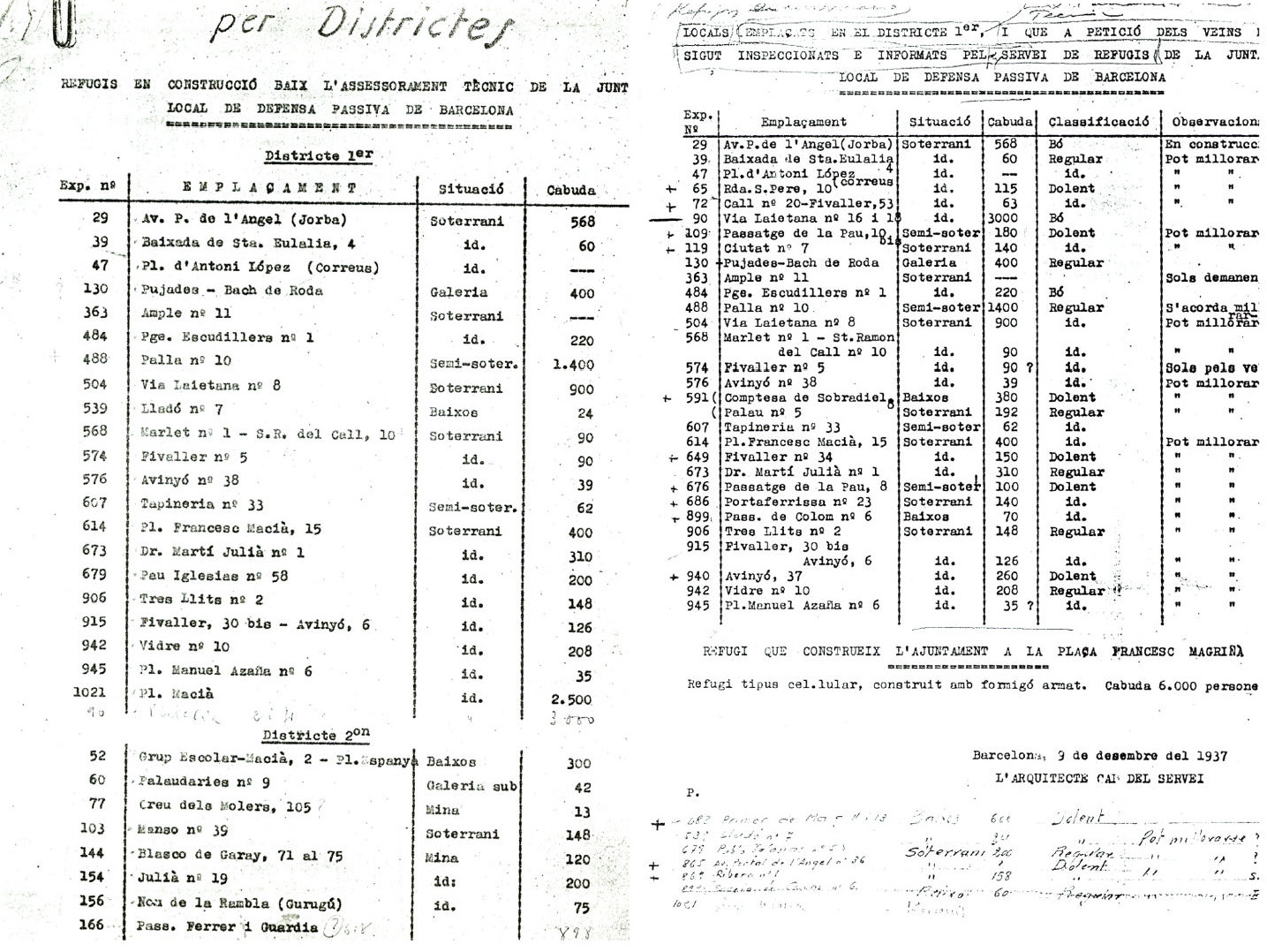
Llistat del 9 de desembre de 1937 dels refugis en construcció a la ciutat de Barcelona

A Barcelona, el Servei de Defensa Passiva Antiaèria depenent de l'Ajuntament, en primer lloc, i la Junta de Defensa Passiva de la Generalitat, posteriorment, van portar a terme un projecte per salvaguardar els edificis emblemàtics i subvencionaren al voltant d'un centenar de refugis. La resta, quasi 1.300, es varen començar a excavar de forma autoorganitzada i autofinançada per iniciativa civil, configurant un autèntic moviment social sense precedents. El 16 de juliol de 1938 la JLDPB va confeccionar un atles, organitzat per districtes, amb la ubicació i el número d'identificació d'un total de 1293 refugis antiaeris. De tots aquests refugis no es té garantia de la seva existència ni estat de conservació. En aquesta llista només es demanava el permís de construcció o adaptació d'espais preexistents per a la defensa.Malauradament, degut a la manca de materials i recursos econòmics, un bon nombre d'aquest 1300 refugis mai es van acabar o inclús iniciar. 

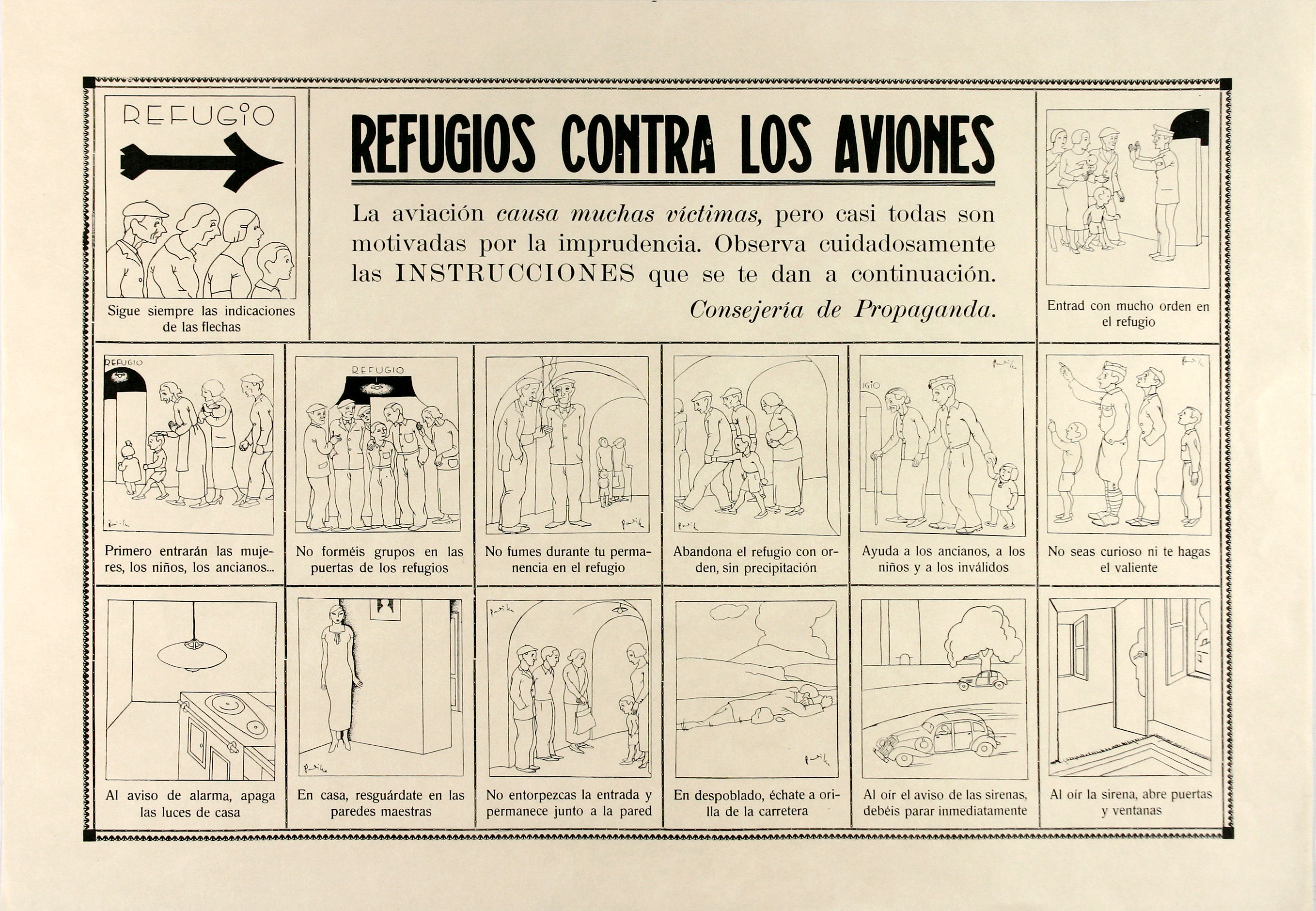
Indicacions fets per la Consejería de Propaganda sobre els diferents tipus de refugis en cas de bombardeig

Els refugis planificats des de la Junta de Defensa Passiva, es van construir segons les normes un contracte entre aquesta i la constructora encarregada. Els obrers eren facilitats pels sindicats, encara que molts d'altres eren enviats puntualment per la direcció de les seves fàbriques per col·laborar en la construcció. El contractista estava obligat a respectar els plànols traçats per l'arquitecte de la JDPC, amb les pertinents inspeccions de les obres. Tots els materials emprats havien de ser de bona qualitat, com per exemple la terra emprada, que havia de ser sorra de mar de gra mitjà i ben neta, tot descartant la sorra i grava de riu.
Els refugis planificats per l'Ajuntament van ser dissenyats amb la vocació d'ésser reaprofitatsa posteriori com a trams de clavegueram, banys públics, magatzems, sales de lectura i altres usos. La majoria de refugis veïnals tenien un caràcter provisional i efímer, i la seva construcció va ser fruit del treball abnegat de civils no militaritzats, vells i, sobretot, dones i nens. Varen començar als barris amb una gran tradició associativa i sense comprometre els fonaments dels edificis, com per exemple a les places públiques. Els refugis més utilitzats, sobretot per motius econòmics, foren aquells ubicats en soterranis ja existents en edificis d'habitatges, sobretot a l'Eixample, atès que l'alçada oferia més protecció i el formigó emprat era més resistent.

### El Sindicat d'Arquitectes de Catalunya
El 31 de juliol de 1936 es creà el Sindicat d'Arquitectes de Catalunya, adscrit als sindicats de la UGT i de la CNT, i que va tenir un paper molt destacat dins de la defensa passiva de Barcelona.
Degut a l'augment de víctimes pels bombardeigs, la Junta Local de Defensa Passiva va acordar que no s'iniciaria la construcció de cap refugi “sense un pla facultatiu de l'obra a desenvolupar”. El Sindicat designava un arquitecte competent un cop rebia l'encàrrec, sent molts d'aquests relacionats amb la construcció de refugis en fàbriques a la zona urbana, bàsicament indústries d'armaments republicanes, com a la fàbrica “Casas” (Verneda, 17-19), la fàbrica “Myrurgia” (Mallorca, 351), o la fàbrica de camises “La Central” (Escudellers, 6), entre d'altres.
També s'encarregà de la construcció de refugis en diverses empreses, com la casa de “Construccions Mecàniques Rex S.A” (Borrell, 236), a la casa “Pirelli” (Ronda Universitat, 18), a la “Metal·lúrgia Tèxtil” (Diputació, 408), a la “Companyia Telefònica Nacional d'Espanya” (Passeig Sant Gervasi, 38), o a la casa “Bayer” (Ramón Turró), entre moltes d'altres. El Sindicat va obtenir el visat per a la construcció de molts altres refugis d'iniciativa privada, tot i que també es varen encarregar d'altres de caràcter més públic, com el realitzat l'any 1938 per l'arquitecte Josep Maria Segarra i Solsona al carrer del Rector Triadó i Consell de Cent, amb una capacitat de 400 persones.

## La defensa passiva i els refugis antiaeris

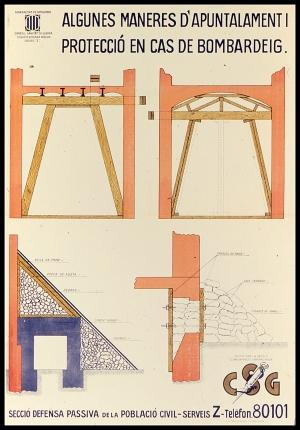
Formes d'apuntalament i protecció en cas de bombardeig

El desconeixement i la incertesa que patien els barcelonins sobre els atacs aeris que es produïen sobre la ciutat va potenciar la defensa passiva: adopció de mesures per la prevenció i el salvament dels ciutadans. Prèviament a la construcció massiva de refugis antiaeris arreu de Barcelona, ja es van habilitar antigues instal·lacions o túnels, tot reconvertint-los en refugis, com serien els casos dels túnels del Gran Metro, del Metro Transversal, del Ferrocarril de Sarrià i d'un ramal sense ús de l'Estació de Gràcia. En aquests casos es van habilitar les andanes dels ferrocarrils i del metro, oberts dia i nit amb l'existència de vigilants com a responsables de la defensa passiva.

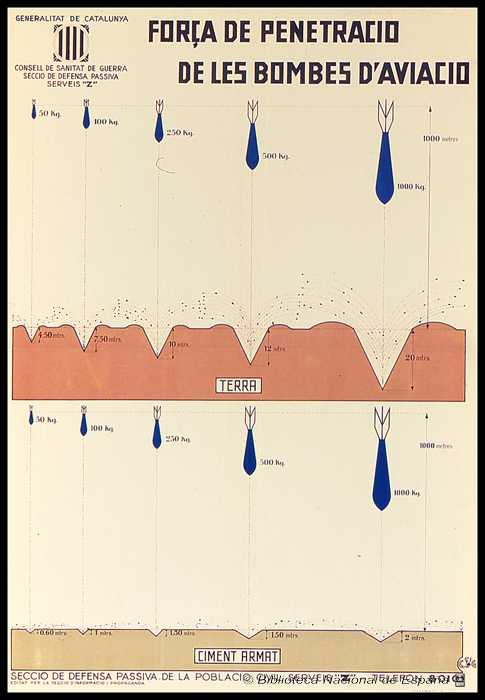
Gràfic amb les forces de penetració de les bombes

Els refugis antiaeris són espais soterrats, amb un o més accessos en la via pública i diversos espais en el seu interior. El seu objectiu principal era que fos resistent a les bombes explosives i incendiàries de més de 100kg, i per això requerien una capa protectora d'1,45 metres de formigó armat (coneguda com a llosa d'explosió), de 6 metres de paredat o formigó, o bé de 15 a 20 metres de terra. Era necessària assolir el màxim de protecció contra els efectes indirectes dels impactes explosius, com la metralla, materials projectats, enderrocament o incomunicació vers l'exterior.
Prèviament a la construcció dels refugis calia que tècnics enginyers i arquitectes de l'Ajuntament de Barcelona estudiessin l'emplaçament idoni, inclús l'aprofitament d'estructures preexistents. La planificació inicial dels refugis requeria la construcció de galeries de mines entre 1,80 i 2,20m d'alçada i d'uns 1,40 i 1,60m d'amplada, amb una profunditat d'entre 8 i 10 metres. Cada refugi havia de tenir un mínim de dues entrades en ziga-zaga, per tal de reduir l'ona expansiva de les bombes que esclatessin a prop dels accessos, i el revestiment de les parets de les galeries estava fet amb ciment, maons plans o encofrat. Per tal de garantir la seguretat dels ciutadans al seu interior també calien els següents requeriments:
- Dos o més accessos per facilitar l'entrada, i evitar que la destrucció d'un encara permetés la sortida pels altres.
- Reforçar els murs, sobretots els que donaven a l'exterior.
- Apuntalar els sostres per evitar col·lapses.
- Assegurar l'existència d'obertures per permetre la renovació de l'aire.

La grava emprada en la construcció dels refugis procedia de la pedrera de Can Baró, o bé sorrenca de Montjuïc de bona qualitat. Moltes vegades dels edificis abandonats o destruïts pels bombardeigs, s'aprofitaven les restes de les seves fonamentacions, tot esmicolant-les mecànicament o a mà i posteriorment reaprofitant-les com a grava de morter. El ciment emprat era el tipus Portland artificial de marca acreditada i la calç per arrebossar les parets era amarada i colada. Per als maons o obra gastada es precisava que la seva cuita fos rosada i sonoritat de campana.

### Tipologia dels refugis antiaeris
La Junta de Defensa Passiva de Catalunya va establir una tipologia en la construcció de refugis antiaeris.
- Estructures construïdes reutilitzades com a refugis: principalment es van reaprofitar els soterranis d'edificis, sobretot els de les fàbriques. S'empraven els llocs menys vulnerables, ubicats generalment en els angles, lluny dels patis i caixes d'escala. Era recomanable no ubicar els refugis sota de pisos amb mobles, màquines o objectes de gran pes, així com evitar les canalitzacions de gas, aigua i llum. Generalment aquestes construccions tenien planta rectangular amb un accés a cada costat, i es preveia que podria allotjar de 2 a 3 persones per metre quadrat. En els casos de refugis de grans dimensions es compartimentava l'espai mitjançant parets gruixudes travades a terra, i coberts amb una bona teulada que fos capaç de resistir l'ona expansiva dels projectils. Malgrat l'estructura ja estava construïda, la JDPC va proposar que ens aquests casos es tornés a construir un nou sostre de formigó armat a sota de l'existent, per reduir els danys dels bombardeigs.
- Refugis de nova construcció: d'aquest tipologia es documenten diferents tipus.
  - Trinxeres en solars no edificats: aquells construïts a partir de simples trinxeres sense cobrir excavades al terreny. En els casos d'edificis sense soterranis, el més recomanable era la realització de trinxeres, situades a una distància prudencial dels edificis. Si l'espai per realitzar la trinxera era limitat es proposava una amplada d'1,80m i una profunditat de fins a 2 metres. Les parets es trobaven atalussades i protegides amb fustes o sacs de terra. El traçat de la trinxera es feia en ziga-zaga, i amb una llargària màxima de 5 metres, dimensions suficients per encabir com a màxim 4 persones. En els casos que l'espai per construir la trinxera era més gran, aquesta era de traçat més allargat, i així disminuir la possibilitat d'impacte directe.
  - Refugis independents: Degut a la impossibilitat d'acollir refugis en molts edificis per qüestions de seguretat, sobretot en els industrials, bona part dels refugis es van construir en places i carrers amples o patis grans. Aquest tipus de construcció es feia amb cruixies juxtaposades i comunicades amb el passadís mitjançant escales als extrems, a més de dues entrades amb forma de colze per evitar l'ona expansiva de les bombes.

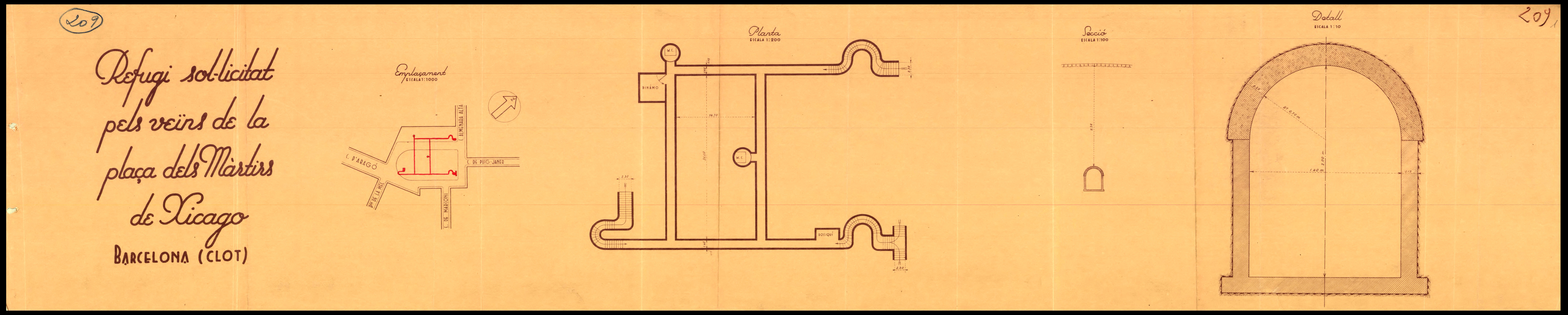
Plànol del refugi 209 de la plaça dels Màrtirs de Xicago (El Clot).
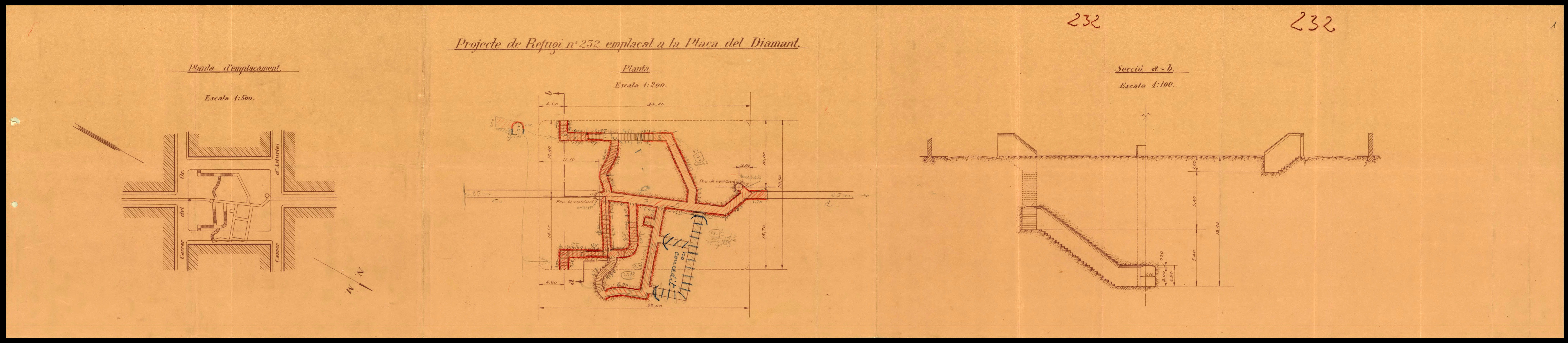
Plànol del refugi 232 de la plaça del Diamant (Gràcia).

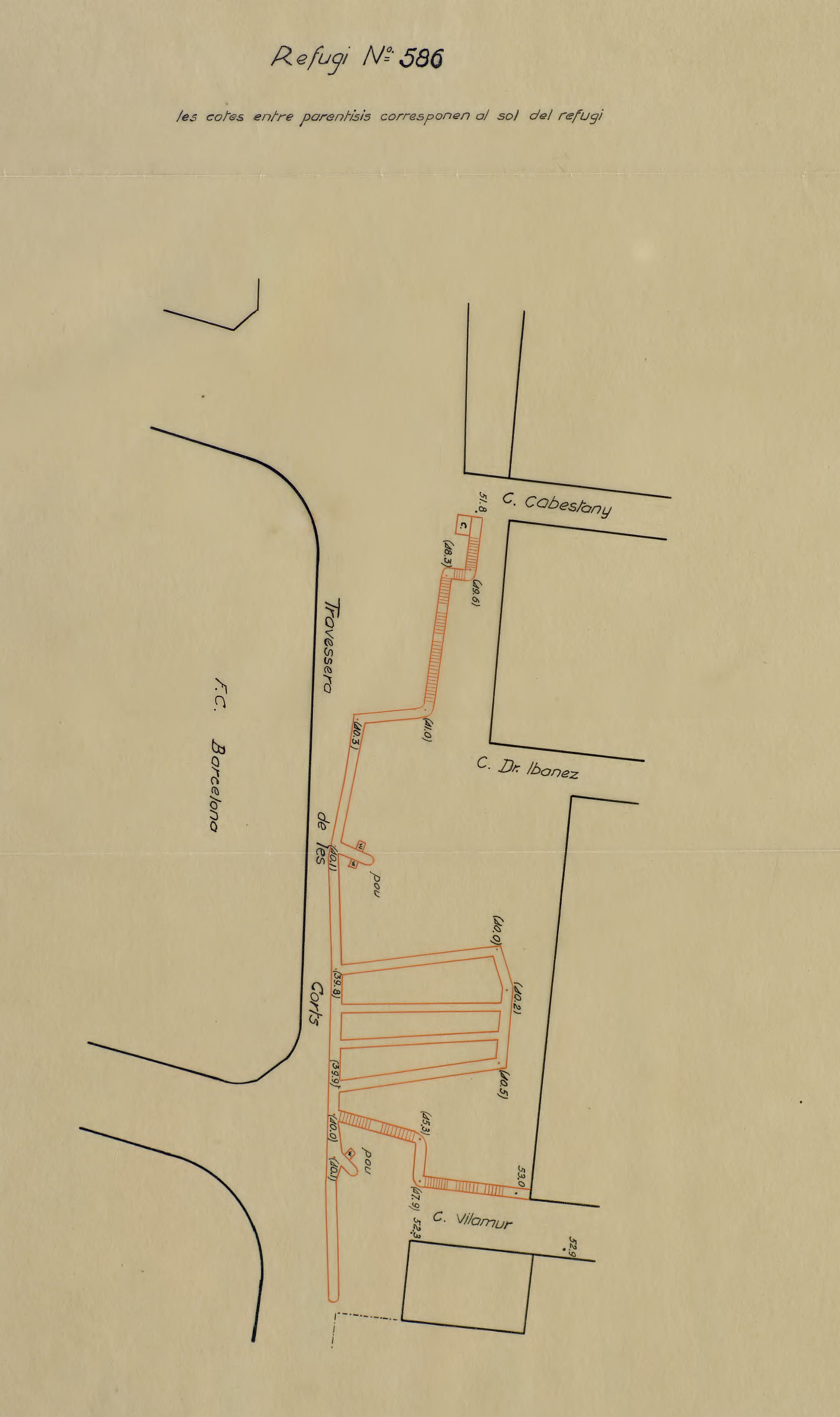
Plànol del refugi 586 al carrer Travessera de les Corts (Les Corts).
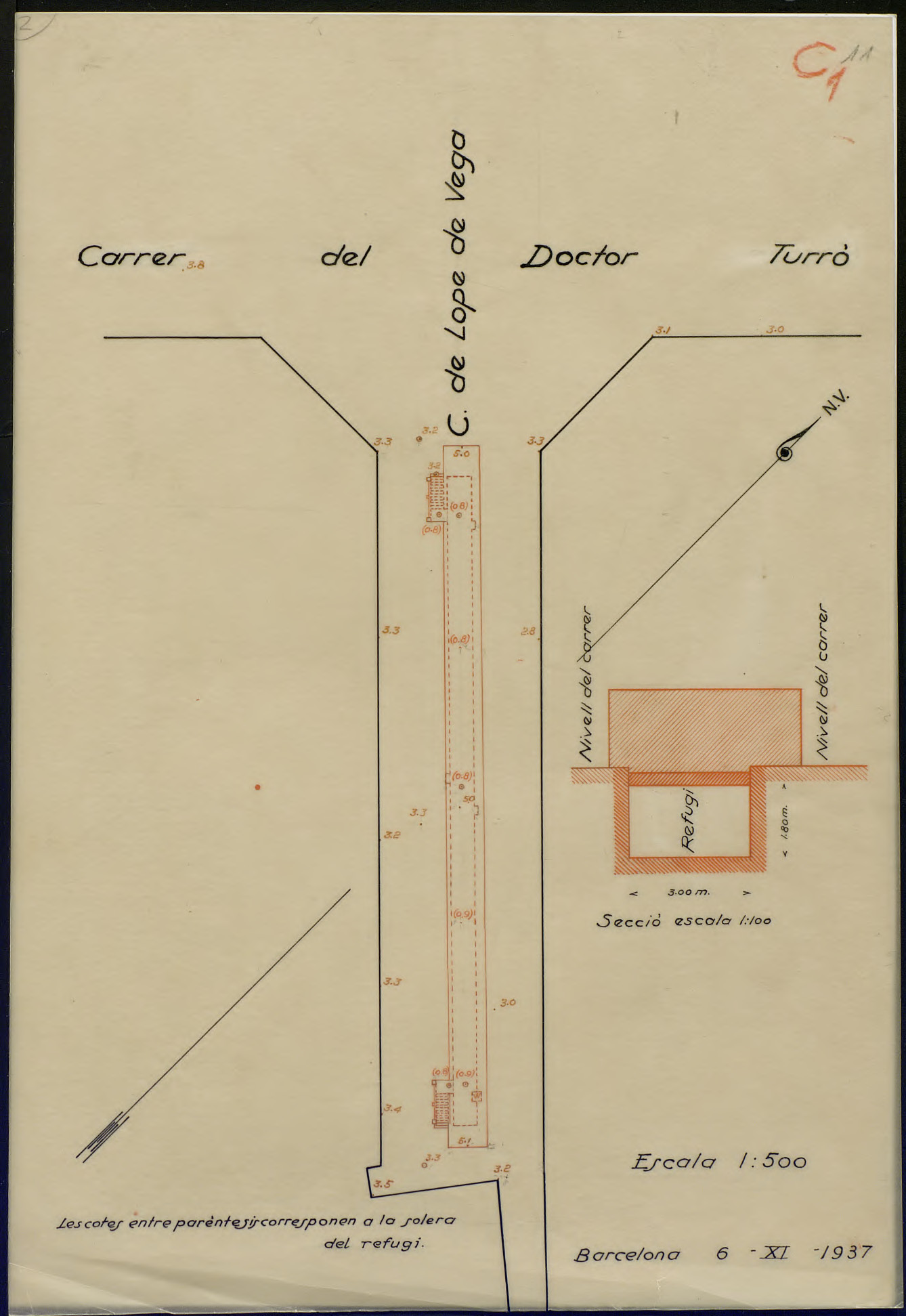
Plànol del refugi 1088 al carrer de Lope de Vega (Poblenou).
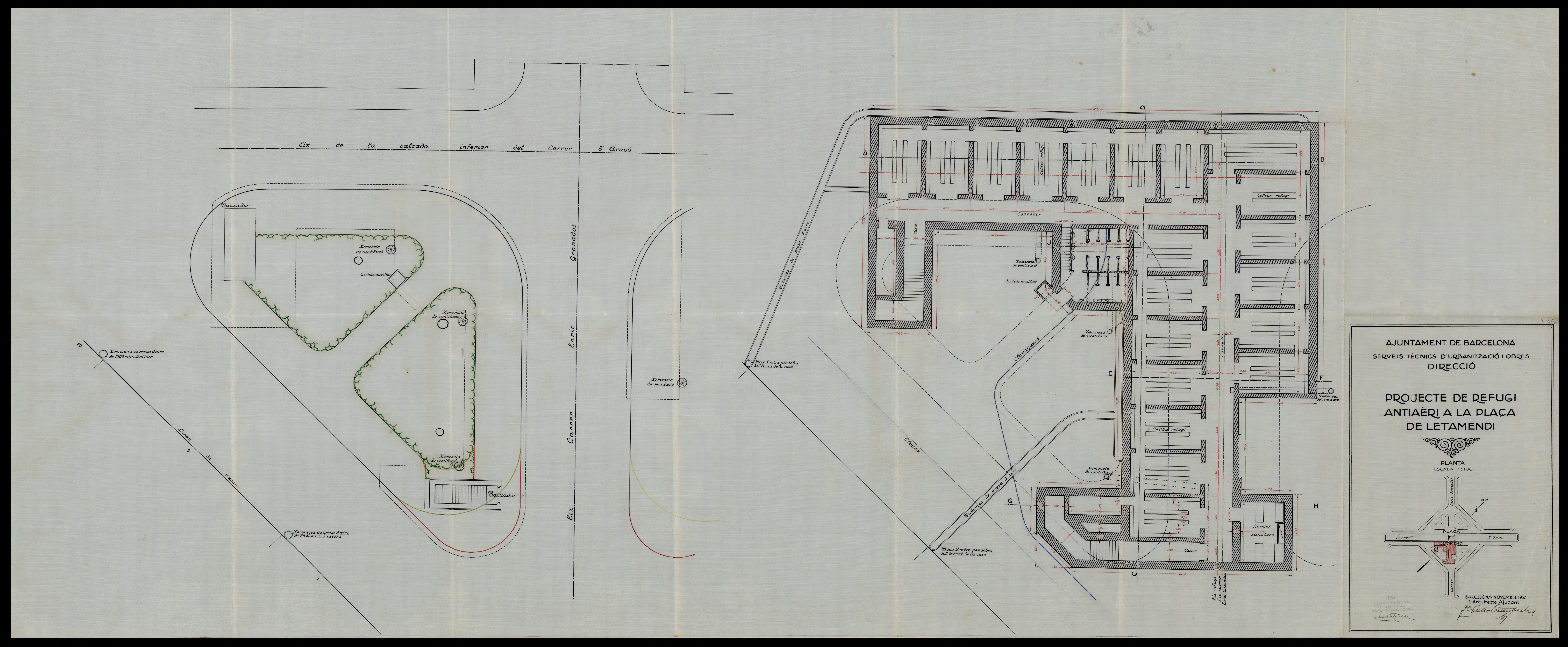
Plànol del refugi 1510 de la Plaça de Letamendi
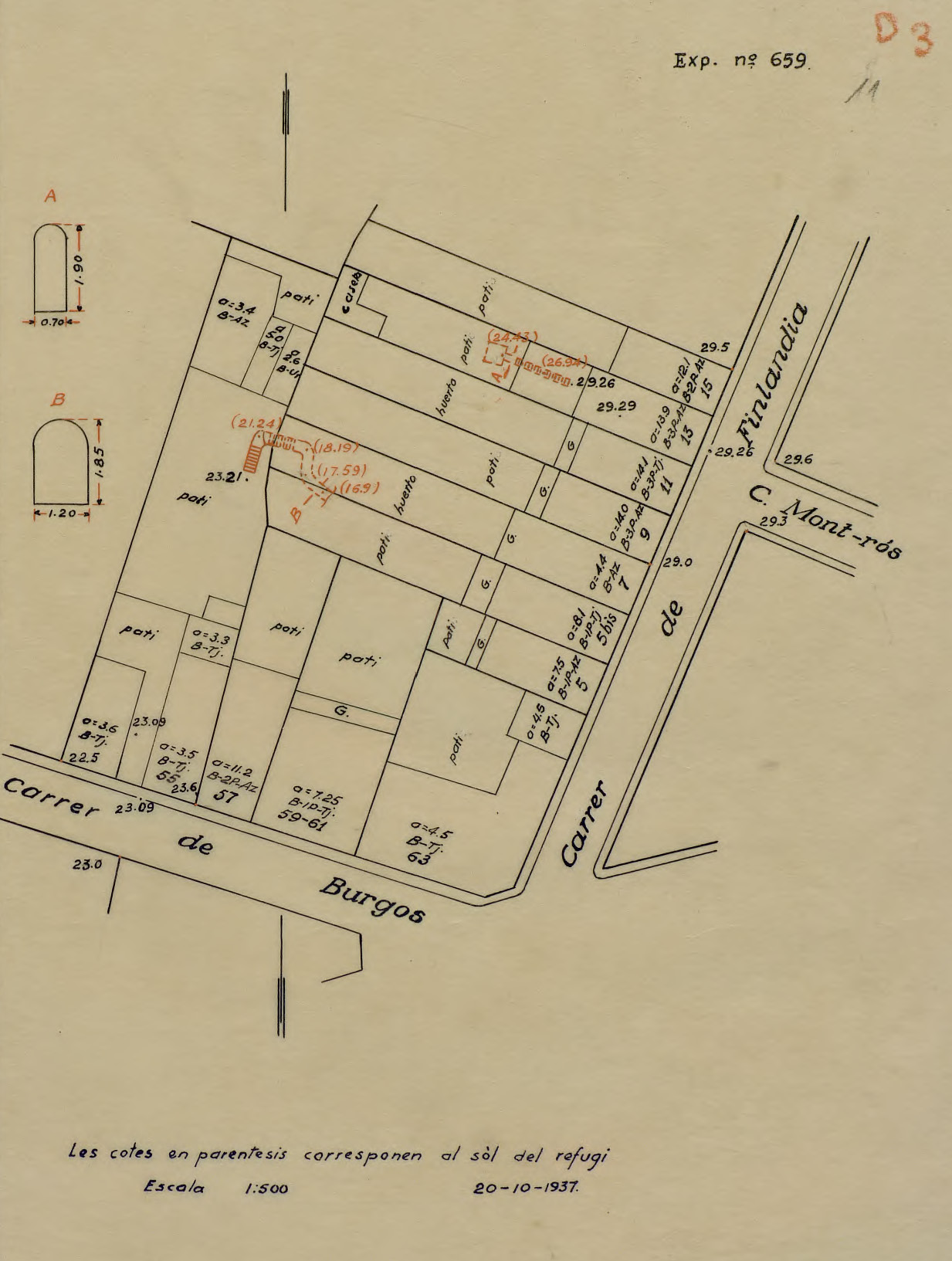
Plànol del refugi 659 als patis de l'edifici entre els carrers Finlàndia i Burgos (Sants-Montjuïc)

- Refugis en galeries de mina: aquests eren els tipus més comuns i econòmics de realitzar, atès que consistien en petits túnels més o menys profunds, amb suports de ferro o fusta, anells de fàbrica o de formigó, segons el substrat geològic on es trobava excavat. No presentaven revestiments interiors, ja que les seves galeries eren força estretes (0,80-0,90m), tot aprofitant millor l'espai existent. L'alçada total era de 2 metres, tot deixant seients tallats en les parets laterals, en els casos que no es poguessin posar taulons adossats a les parets. Els accessos no podien tenir més d'un 20% de desnivell. Per evitar l'efecte de l'impacte de les bombes, era recomanable un mínim de 8 metres de terra natural o sobreposada. Aquests refugis permetien el seu ús immediat un cop iniciada l'obra, sense que fos necessari enllestir-ho en la seva totalitat.

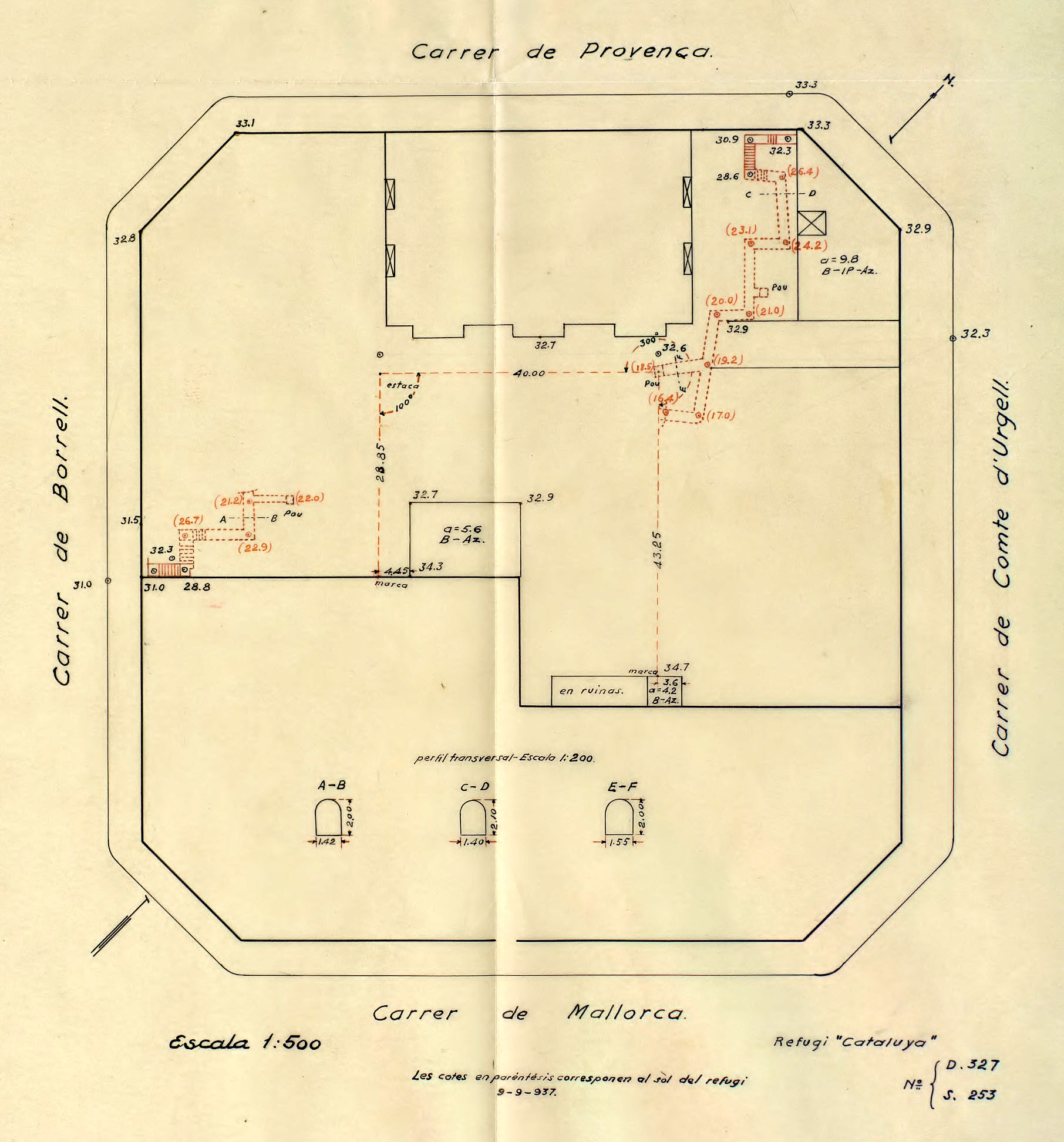
Plànol dels refugis 253 i 327 a la finca entre els carrers Comte Borrell, Comte d'Urgell, Mallorca i Provença (Eixample)
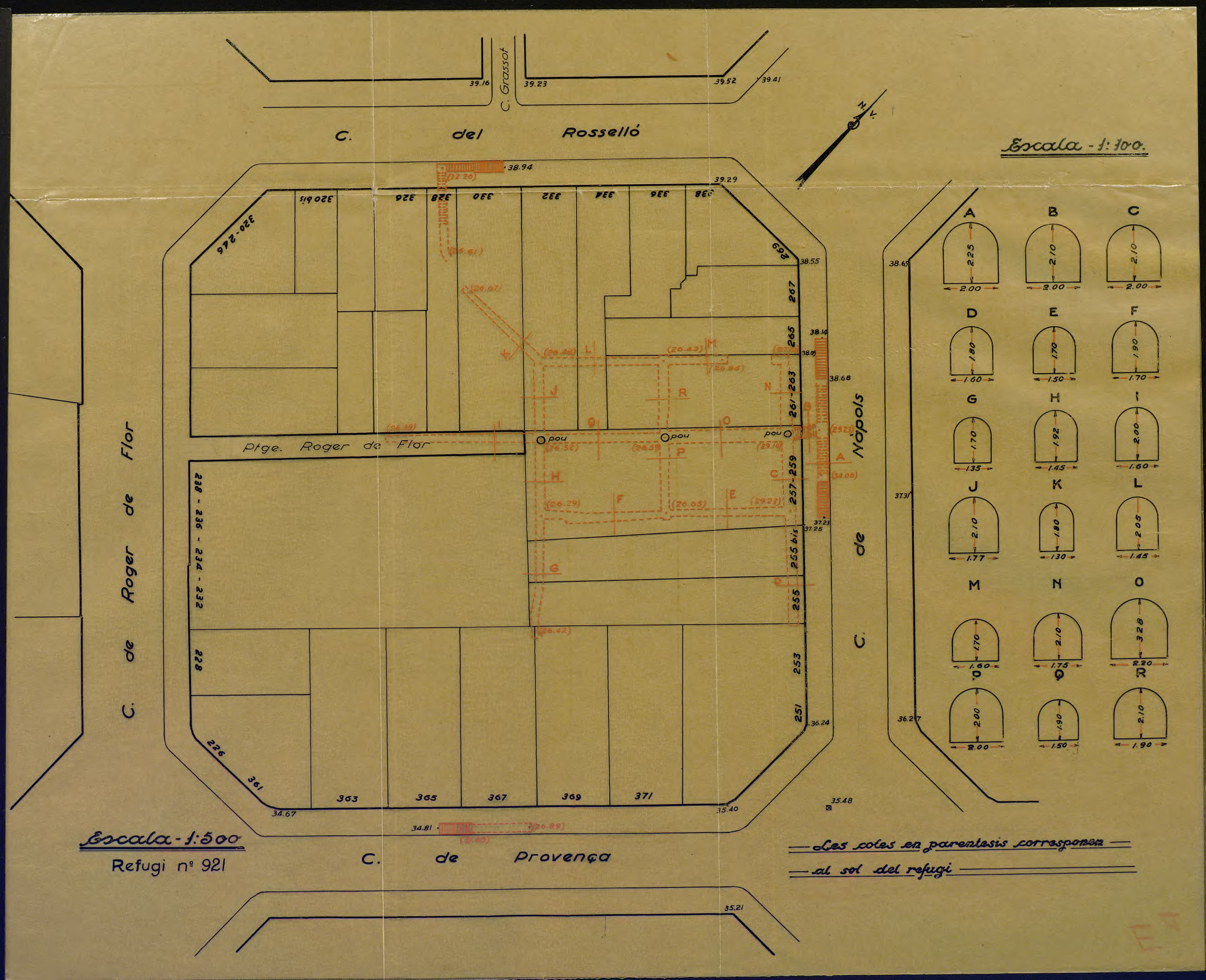
Plànol del refugi 921 a la finca entre els carrers Nàpols, Rosselló i Provença (Eixample)

En tots els refugis planificats des de la Junta Local de Defensa Passiva de Barcelona era indispensable la instal·lació de lavabos, una infermeria, i llum, ja que la ciutat es quedava a les fosques durant els bombardeigs. La fusta emprada –mobles, portes o baranes- era del tipus de Flandes, atesa la seva bona qualitat. Pel que fa als bancs, adossats a les parets, n'havien de fusta i d'obra. El dispensari i les farmacioles s'habilitaven en alguna paret lateral, i en els refugis de gran capacitat se situaven en una habitació independent al centre, amb llum pròpia, aigua corrent i aïllada de la resta del refugi, i comunicada directament amb els serveis i la sala principal. Cada refugi tenien grups electrògens propis –turbina i dinamo- per tal de no dependre de les xarxes de distribució urbanes. L'enllumenat interior dels refugis es feia mitjançant generadors de bateries amb palanca per encendre'ls, i amb aïllants de porcellana.

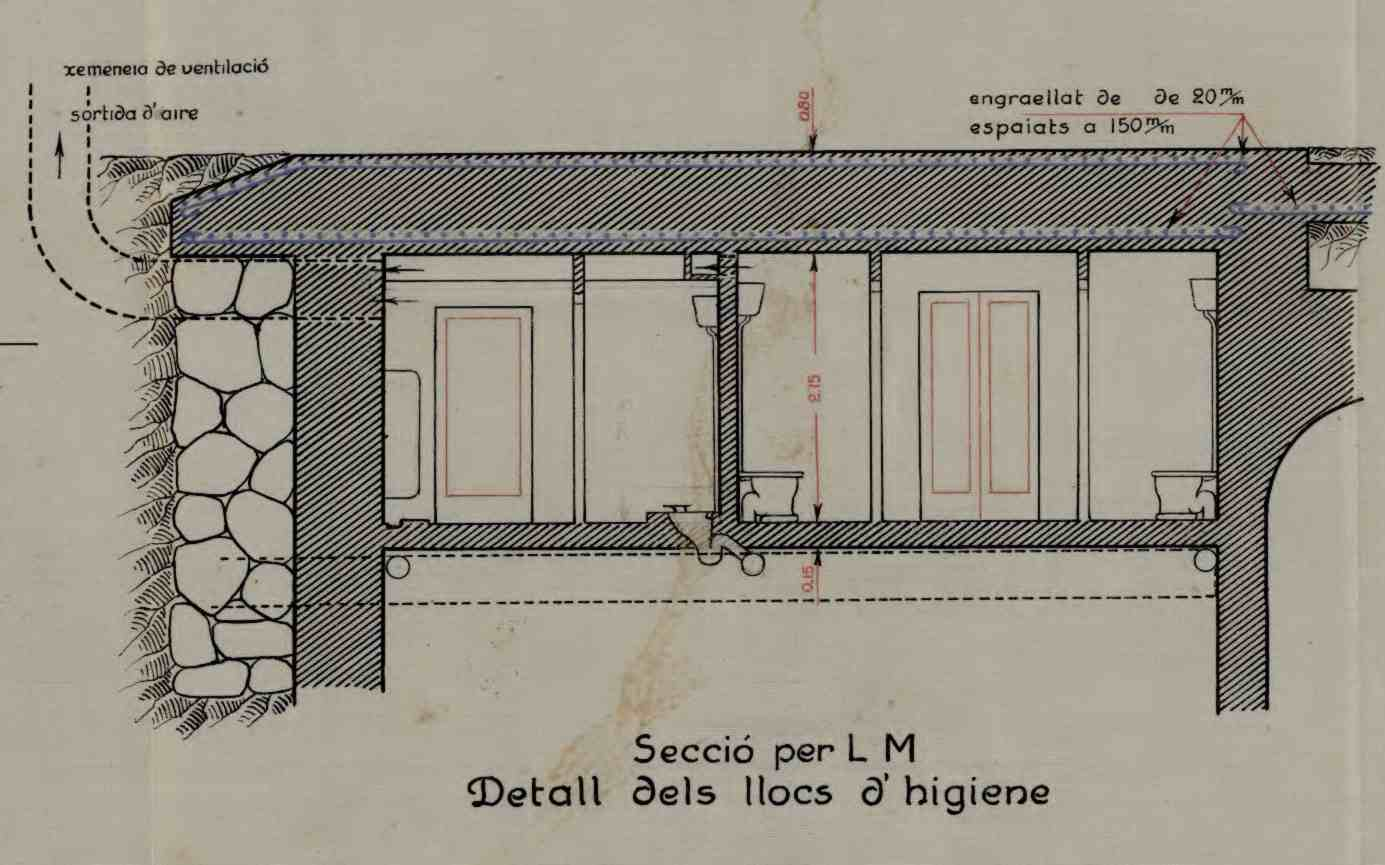
Secció dels lavabos del refugi núm. 1510 de la Plaça Letamendi
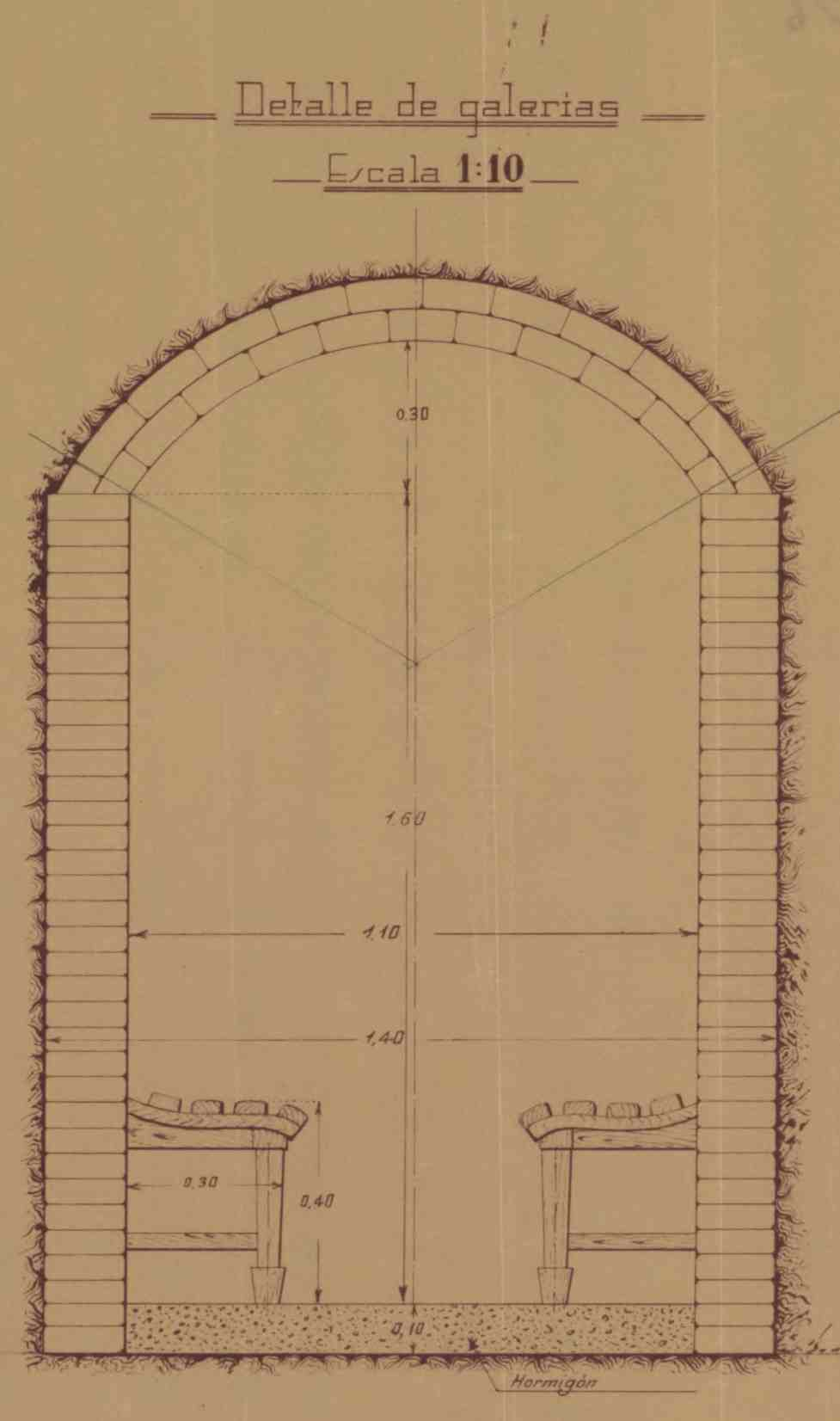
Secció del refugi 696 amb la planificació dels seients de fusta adossats a les parets de la galeria

## Arqueologia i els refugis antiaeris
A finals del segle XX i principis del XXI a la ciutat de Barcelona s'incrementa l'estudi del patrimoni històric de la Guerra Civil espanyola mitjançant la metodologia arqueològica, com seria l'excavació i recuperació de refugis antiaeris o la bateria antiaèria del Turó de la Rovira. Tota intervenció arqueològica en medi urbà està condicionada per l'urbanisme actual de la ciutat i per les estructures arquitectòniques existents, i l'excavació dels refugis no està exempta d'aquesta problemàtica. En molts casos provoca que aquests refugis no es puguin documentar en la seva totalitat, ja que es treballa a la zona delimitada pel projecte urbanístic que motiva l'excavació. L'estudi i excavació d'aquests refugis permet avançar en el coneixement d'aquestes construccions, així com la seva documentació planimètrica i la seva adscripció tipològica.
Els primers anys del XXI es duen a terme a Barcelona l'excavació i documentació de diversos refugis antiaeris, i dels quals destaquen els següents: 
| Imatge                       |
| Modifica el valor a Wikidata |

|                                      |
| 41° 23′ N, 2° 10′ E / 41.38°N,2.17°E |

| Imatge                       |
| Modifica el valor a Wikidata |

|                                      |
| 41° 23′ N, 2° 10′ E / 41.38°N,2.17°E |

| Imatge                       |
| Modifica el valor a Wikidata |

|                                                  |
| 41° 22′ 27″ N, 2° 09′ 33″ E / 41.3742°N,2.1592°E |

| Imatge                       |
| Modifica el valor a Wikidata |

|                                                  |
| 41° 22′ 27″ N, 2° 09′ 33″ E / 41.3742°N,2.1592°E |

| Imatge                       |
| Modifica el valor a Wikidata |

|                                                   |
| 41° 22′ 17″ N, 2° 10′ 00″ E / 41.3715°N,2.16669°E |

| Imatge                       |
| Modifica el valor a Wikidata |

|                                                   |
| 41° 22′ 17″ N, 2° 10′ 00″ E / 41.3715°N,2.16669°E |

| Imatge                       |
| Modifica el valor a Wikidata |

|                                      |
| 41° 25′ N, 2° 10′ E / 41.42°N,2.16°E |

| Imatge                       |
| Modifica el valor a Wikidata |

|                                      |
| 41° 25′ N, 2° 10′ E / 41.42°N,2.16°E |

| Imatge                       |
| Modifica el valor a Wikidata |

|                                      |
| 41° 22′ N, 2° 10′ E / 41.37°N,2.16°E |

| Imatge                       |
| Modifica el valor a Wikidata |

|                                      |
| 41° 22′ N, 2° 10′ E / 41.37°N,2.16°E |

| Imatge                       |
| Modifica el valor a Wikidata |

|                                     |
| 41° 25′ N, 2° 12′ E / 41.41°N,2.2°E |

| Imatge                       |
| Modifica el valor a Wikidata |

|                                     |
| 41° 25′ N, 2° 12′ E / 41.41°N,2.2°E |

| Refugi 1333                                                                     | Refugi 1333           |
| ------------------------------------------------------------------------------- | --------------------- |
|                                                                                 |                       |
|                                                                                 |                       |
| Dades                                                                           |                       |
| Tipus                                                                           | Refugi antiaeri       |
| Construcció                                                                     | setembre 1938         |
| Característiques                                                                |                       |
| Estat d'ús                                                                      | enderrocat o destruït |
|                                                                                 |                       |
| Entrada                                                                         | 1                     |
|                                                                                 |                       |
| Localització geogràfica                                                         |                       |
|                                                                                 |                       |
| Entitat territorial administrativa                                              | el Gòtic (Barcelonès) |
|                                                                                 |                       |
| Localització                                                                    | Plaça Vila de Madrid  |
| 41° 23′ 04″ N, 2° 10′ 21″ E  /  41.384405°N , 2.172413°E  / 41.384405; 2.172413 |                       |
| Plànol                                                                          |                       |
| Modifica el valor a Wikidata                                                    |                       |
|                                                                                 |                       |
|                                                                                 |                       |
| 41° 23′ 04″ N, 2° 10′ 21″ E / 41.384405°N,2.172413°E                            |                       |

|                                                      |
| 41° 23′ 04″ N, 2° 10′ 21″ E / 41.384405°N,2.172413°E |